# Holoplatys daviesae
Holoplatys daviesae är en spindelart som beskrevs av Zabka 1991. Holoplatys daviesae ingår i släktet Holoplatys och familjen hoppspindlar. Inga underarter finns listade i Catalogue of Life.